# Kreymborg

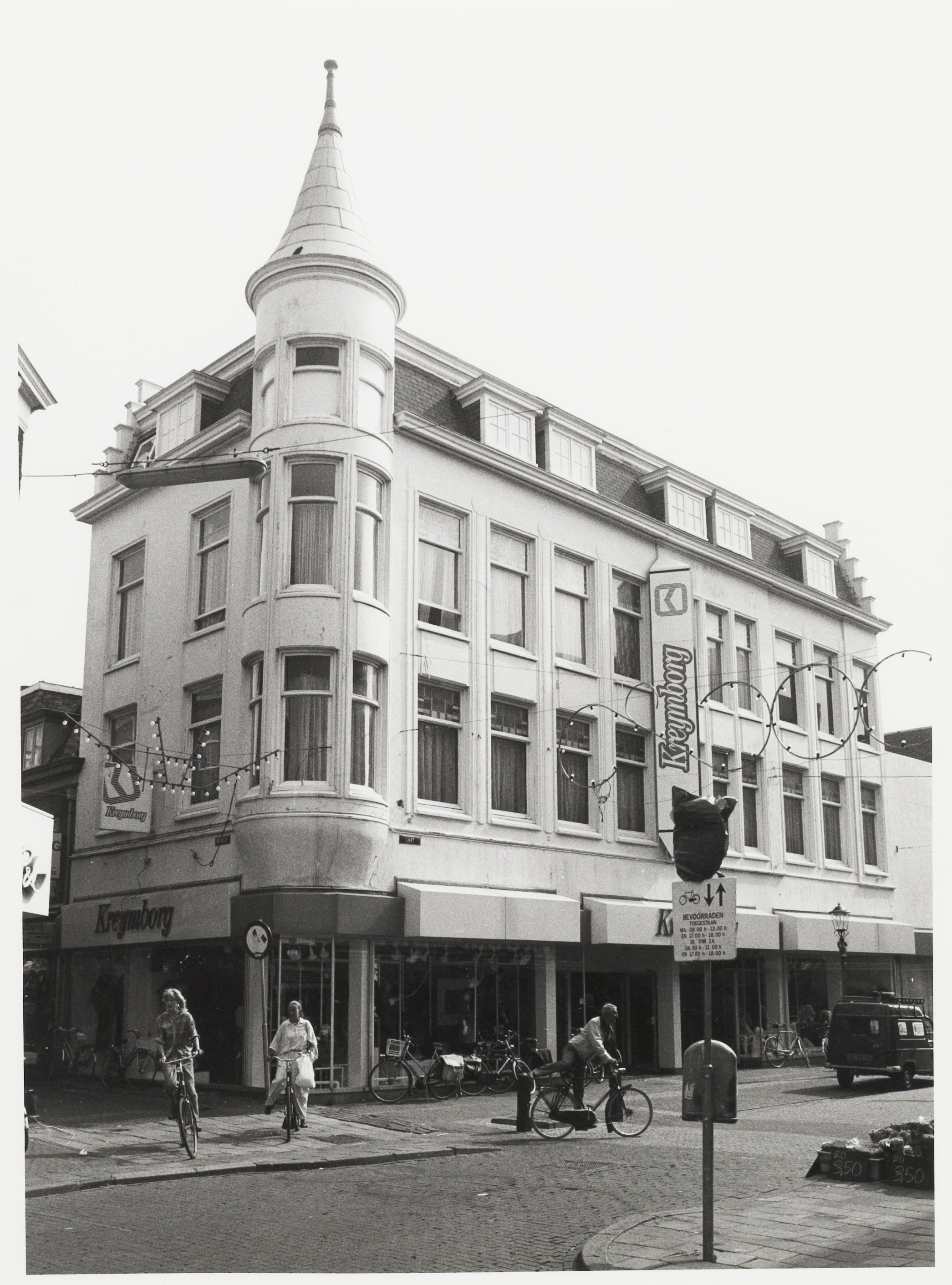
filiaal van Kreymborg in Alkmaar, 1986

Kreymborg Logo jaren 1950

Kreymborg was een Nederlandse kledingketen. De eerste winkel werd in 1891 opgericht in 's-Hertogenbosch door een Westfaalse stoffenman, Gerhard Kreymborg uit Lohne, die in 1878 met zijn zonen naar Nederland verhuisde.
Zijn broer Anton Kreymborg deed ervaring op bij Peek & Cloppenburg en begon in 1905 zijn eerste winkel in Leeuwarden. De twee broers vormden samen een winkelketen. Nadat Gerhard in 1911 overleed, werd Anton de baas over alle tien vestigingen.
De winkel groeide uit tot een vertrouwd gezicht in de Nederlandse binnensteden en werd ingelijfd door Vendex KBB maar in 2001 sloot het kledingconcern alle 61 filialen (49 in Nederland en 12 in België) omdat het onvoldoende kon inspelen op de wisselende klanteisen, iets waar concurrenten als H&M wel toe in staat waren.
Een bekende slogan van Kreymborg was: Kreymborg is waarborg.

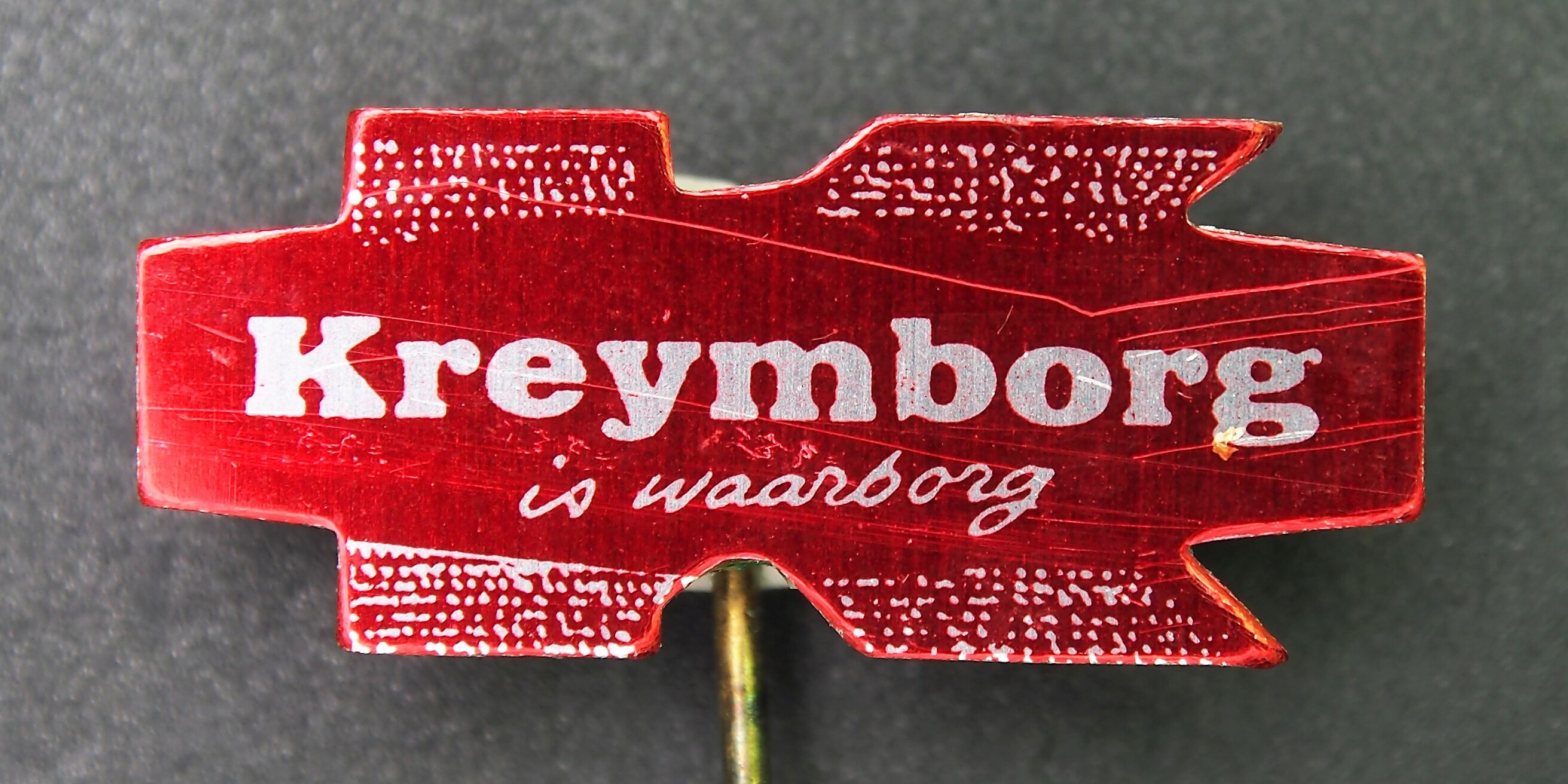
speldje